# Encephalartos lehmannii
Encephalartos lehmannii ist ein Vertreter der Palmfarne (Cycadales) und gehört zur Gattung der Brotpalmfarne (Encephalartos). Sie wird im Deutschen auch Karoo-Brotpalmfarn genannt.

## Merkmale
Die Stämme stehen meist zu zweit oder mehr aufgrund von Wurzelschösslingen. Sie sind aufrecht, bis zu 1,5 m hoch bei einem Durchmesser von 25 bis 50 cm. Die zahlreichen Blätter sind gerade, oder die Spitze ist nach unten zurückgebogen, sie sind 1 bis 1,5 m lang, 25 cm breit. Die gesamte Oberfläche ist silbrig behaart. Der Blattstiel ist 25 bis 30 cm lang, unbewehrt und hat eine geschwollene Basis mit einem auffälligen, rotbraunen bis gelbbraunen Kragen. Die Rhachis ist leicht kegelförmig, glatt oder mit leichten Furchen versehen. Die unteren Fiederblättchen sind nicht zu Dornen reduziert. Die mittleren Blättchen sind 12 bis 18 cm lang, 17 bis 19 mm breit, sie stehen im rechten Winkel von der Rhachis ab und überlappen sich selten. Der Blattrand ist flach und meist ganzrandig, selten mit ein oder zwei kleinen Dornen.
Die weiblichen Zapfen stehen einzeln. Sie sind aufrecht, eiförmig, 45 bis 50 cm lang und rund 24 cm im Durchmesser. Der Stiel ist kurz, gedrungen und durch Cataphylle verborgen. Die mittleren Sporophylle sind rund 6 cm lang. Die an der Zapfenoberfläche liegende Seite des Sporophylls ist 3,5 cm hoch, 6 cm breit, eigentlich grün, durch die dichte Behaare schwarz-rot wirkend. Die Sarcotesta des Samens ist zur Reife rot. Die Sklerotesta ist leicht eiförmig, 21 bis 30 mm lang, 16 bis 18 mm im Durchmesser, hellbraun mit 7 bis 11 leichten Rippen in hellerer Farbe.
Die männlichen Zapfen stehen einzeln. Sie sind annähernd zylindrisch, aufrecht, 37 bis 49 cm lang bei einem Durchmesser von 10 bis 11 cm, zu den Enden hin schmäler werdend. Die Farbe ist grün, mit einer dichten, kurzen schwarzroten Behaarung. Der Stiel ist 3,5 bis 5 cm lang, gelb und kahl. Ein Sporophyll ist 4 bis 4,5 cm lang. Die an der Zapfenoberfläche liegende Seite des Sporophylls ist 13 bis 15 mm hoch und 30 bis 35 mm breit.
Die Chromosomenzahl beträgt 2n = 18.

## Verbreitung und Standorte
Die Art kommt in der Östlichen Kapprovinz von Südafrika vor, in den Bezirken Willowmore, Uitenhage, Steytlerville, Pearston und Bedford, vor allem im Einzugsgebiet der Flüsse Groot und Sundays. Sie wächst auf heißen, trockenen Sandstein-Hügeln im Karoo-Busch zusammen mit Euphorbia. Meist wächst sie im vollen Sonnenlicht. Der jährliche Niederschlag beträgt 350 mm und weniger und fällt im Sommer. Die Winter sind kalt und Fröste häufig.
Die Populationen sind gegen Ende des 20. Jahrhunderts stark zurückgegangen. Als Ursache gilt vorwiegend die Beliebtheit der Art als Zierpflanze. Weitere Faktoren sind der Fraß durch Hausziegen und die langsame Regeneration der Pflanzen. Ein Rüsselkäfer aus der Familie Curculionidae parasitiert die Samen. 2002 gab es keine Schutzmaßnahmen für die Art, die als stark gefährdet eingestuft wird.

## Nutzung
Encephalartos lehmannii wird häufig als Zierpflanze kultiviert. In Gestalt ihres ursprünglichen wissenschaftlichen Namens war sie 1986 Namenspatronin für das Musik-Album „Zamia lehmannii - Songs of Byzantine Flowers“ der australischen Band SPK.

## Botanische Geschichte
Die Art wurde nach dem Direktor des Botanischen Gartens Hamburg, Johann Georg Christian Lehmann, einem bedeutenden Erforscher der Palmfarne, als Zamia lehmannii beschrieben. Nach der Bildung der Gattung Encephalartos wurde sie von Lehmann selbst in diese Gattung gestellt. 1933 wurden mehrere bis dahin als eigenständig aufgefasste Arten in Encephalartos lehmannii integriert, dazu zählen: Encephalartos pungens, Encephalartos elongatus, Encephalartos spinulosus, Encephalartos mauritianus. 1965 wurden von R. A. Dyer die beiden Arten Encephalartos trispinosus und Encephalartos princeps aus der Art ausgegliedert.